# Luctuosissimi Eventus

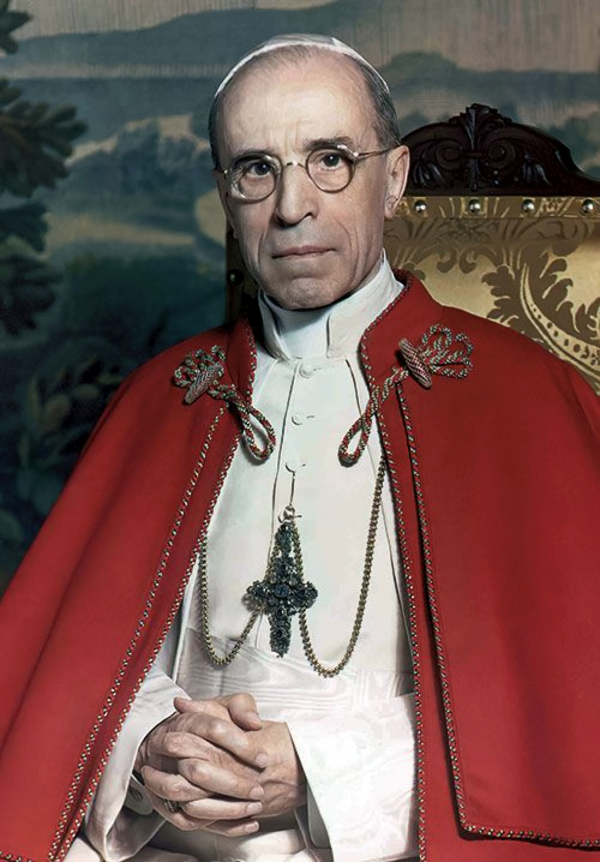
Papież Pius XII

Luctuosissimi Eventus (z łac. Bolesne wydarzenia) – encyklika papieża Piusa XII wydana 28 października 1956 o podtytule O modlitwie w intencji zamieszek na Węgrzech.
Papież w tej encyklice poruszył temat prześladowania katolików w komunistycznych Węgrzech oraz ostatnich wydarzeń w tym kraju.

## Tło powstania
Encyklika została wydania pięć dni po wybuchu powstania węgierskiego 1956. Kościół katolicki na Węgrzech był prześladowany. Od 1948 prymas Węgier kard. József Mindszenty przebywał w więzieniu.

## Treść
Pius XII na początku encykliki stwierdził, że jest głęboko poruszony ostatnimi wydarzeniami w Europie Wschodniej, a w szczególności na Węgrzech oraz zaapelował o modlitwy za pokój. Stwierdził, że dzisiejszy porządek międzynarodowy nie może być oparty na zbrojnej przemocy, która przynosi wielu ludziom śmierć.
Papież wspomina swoją wizytę w Budapeszcie, gdzie w 1938 jako legat Piusa XI wziął udział w kongresie eucharystycznym. Jest pewny, że gorąca wiara Węgrów, którą wtedy zobaczył, również obecnie inspiruje ten naród mimo ateistycznej propagandy. Zachęca wszystkich chrześcijan na świecie o przyłączenie się do modlitw Węgrów.
Pius XII zapewnia, że naród węgierski przechodzący wielkie cierpienie i skąpany we krwi, a także inne ludy Europy Wschodniej pozbawione wolności religijnej i cywilnej, z Bożą pomocą będą mogły rozwiązać swoje problemy w sprawiedliwości i z należytym szacunkiem dla praw Boga.
Pod koniec encykliki papież udziela błogosławieństwa Węgrom i innym krajom Europy Wschodniej, a zwłaszcza osobom prześladowanym i biskupom przebywającym w więzieniu lub na wygnaniu.

## Po wydaniu
Dwa dni później powstańcy uwolnili kard. Józsefa Mindszentyego. Pius XII wyda jeszcze dwie encykliki poświęcone powstaniu węgierskiemu. Zaledwie dwa dni później Laetamur Admodum oraz 5 listopada Datis Nuperrime.
10 listopada powstanie zostało stłumione przez wojska sowieckie. Kard. Mindszenty musiał schronić się w amerykańskiej ambasadzie.